# Orpheus in Exile
Orpheus in Exile, также известный как Orpheus in Exile: Songs of Vadim Kozin (с англ. «Орфей в изгнании: песни Вадима Козина») — четырнадцатый сольный студийный альбом британского певца и автора песен Марка Алмонда. На обложке альбома указано имя исполнителя: «Marc Almond with Alexei Fedorov featuring The Rossia Orchestra Ensemble» (рус. «Марк Алмонд с Алексеем Фёдоровым при участии ансамбля оркестра „Россия“»). Альбом был выпущен компанией Strike Force Entertainment, входящей в состав Cherry Red Records, 6 октября 2009 года.

## Об альбоме
Альбом представляет собой сборник кавер-версий песен, написанных русским эстрадным певцом Вадимом Козиным или спетых им песен других авторов. Это второй альбом Алмонда, содержащий англоязычные версии русских песен, после Heart on Snow. В Heart On Snow Алмонд уже делал каверы на две песни Козина — «Always and Everywhere (I Will Follow You)» («Всегда и везде за тобою») и «If Your Affectionate Smile Has Gone» («Если милой улыбки не стало»), исполненная дуэтом с Ильёй Лагутенко. 
Согласно интервью Алмонда изданию New Style, альбом был самостоятельно профинансирован Марком и записан в России с участием российских музыкантов. 
Первое издание альбома на CD включало эссе Алмонда, дающее обширную информацию о жизни Козина.

Сам Марк Алмонд в интервью изданию New Style так говорил об альбоме:
Все началось в 90-х, когда я записывал альбом «Сердце на снегу» («Heart on snow»). Тогда я впервые узнал о песнях Козина. Во время моего первого тура по России в 1992 году мне дарили много дисков с русской музыкой, в том числе с его песнями. Постепенно я узнавал все больше и больше о его жизни – о том , как в самом расцвете карьеры Козина сослали в ссылку в северный город Магадан, который он отказался покинуть даже по истечении срока и после смерти Сталина. Меня поразила эта история – она придала остроты и значимости его песням. Несколько лет назад я говорил со своим другом Алексеем Федоровым, который в результате стал продюсером и аранжировщиком альбома. Мы подумали, что хорошо бы было выпустить пластинку песен Козина и рассказать историю его жизни.

## Критика
| Оценки критиков  | Оценки критиков |
| Источник         | Оценка          |
| ---------------- | --------------- |
| AllMusic         | [ 2 ]           |
| Record Collector | [ 3 ]           |
| Daily Express    | [ 4 ]           |
| The Scotsman     | [ 5 ]           |

Альбом был хорошо принят критиками. Джон Тэтлок из The Quietus называет альбом «почтительной данью уважения и радостным праздником, а не чрезмерно почтительным подражанием», а также «ярким событием карьеры и уникальным окном в маргинализированную и скрытую историю». Том Юрек из AllMusic называет «то, каким образом Алмонд воскрешает и преподносит музыку Козина» «самой поэзией» и утверждает, что альбом «отражает и вызывает более глубокие эмоции, чем те, что песни в альбоме передают любому, кто достаточно открыт для глубокого погружения в их прослушивание». Роберт Спеллман в своей рецензии на альбом для таблоида Daily Express назвал «мастерским» подход Алмонда к «этим восхитительным историям о любви, потерях и горькой судьбе». В рецензии от издания Record Collector, написанной Джоэлом Макайвером,  утверждается, что Алмонд делает трудный карьерный выбор, который иногда «трудно пережить», но чувствуется, что слушатель «полностью насладится искренним почтением Алмонда российскому певцу Козину», добавляя, что «аранжировки и инструменты захватывают дух на каждом шагу». Рецензия в шотландской газете The Scotsman добавляет небольшую оговорку к положительному обзору, в котором говорится, что альбом «чрезвычайно приятен, хотя и предсказуем для всех, кто уже знаком с шансонным репертуаром Алмонда».

## Список композиций
| №  | Название                              | Автор(ы) (указаны авторы русских текстов песен) | Длительность | Оригинальная песня                      |
| -- | ------------------------------------- | --- | ------------ | --------------------------------------- |
| 1  | «Boulevards of Magadan»               | Вадим Козин, Пётр Нефёдов | 3:26         | «Магаданские бульвары»                  |
| 2  | «Forgotten Tango»                     | Вадим Козин, Сергей Стрижов | 2:43         | «Забытое танго»                         |
| 3  | «My Fire»                             | Фёдор Садовский, Яков Полонский | 3:11         | «Мой костёр в тумане светит»            |
| 4  | «I Love So Much to Look in Your Eyes» | Вадим Козин, автор текста неизвестен | 2:24         | «Я так люблю глядеть в твои глаза»      |
| 5  | «Friendship»                          | Владимир Сидоров, Андрей Шмульян | 3:34         | «Дружба» (Давай пожмём друг другу руки) |
| 6  | «Pearly Night»                        | Яков Пригожий, Михаил Шишкин (музыка) Леонид Граве, Михаил Языков (русский текст) | 2:51         | «Ночь светла»                           |
| 7  | «Brave Boy»                           | Вадим Козин, Иосиф Уткин | 3:07         | «Всем ты, молодец, хорош»               |
| 8  | «Day and Night»                       | Вадим Козин, русский текст песни — перевод Ады Оношкович-Яцыны стихотворения Редьярда Киплинга Boots (Пыль (стихотворение)). В английском варианте альбома в качестве автора неверно указан Николай Браун, написавший слова к песне Козина «Только пыль». | 2:48         | «День и ночь (По Киплингу)»             |
| 9  | «A Skein of White Cranes»             | Вадим Козин | 2:47         | «Мои журавли»                           |
| 10 | «Beggar»                              | Александр Алябьев, Пьер-Жан де Беранже, Дмитрий Ленский | 3:20         | «Нищая»                                 |
| 11 | «When Youth Becomes a Memory»         | Владимир Сорокин (в английском варианте альбома в качестве автора музыки неверно указан Вадим Козин), Алексей Фатьянов | 3:27         | «Когда проходит молодость»              |
| 12 | «Autumn»                              | Вадим Козин, Елизавета Белогорская | 3:13         | «Осень»                                 |
| 13 | «Letter from Magadan»                 | Вадим Козин, Пётр Нефёдов | 3:52         | «Письмо из Магадана в Москву»           |

Английские тексты песен — Кати Стрельницки, переводчицы, работавшей над переводом на русский язык автобиографии Марка Алмонда Tainted Life (русский перевод — «Порочная жизнь»).

## Участники записи
- Марк Алмонд — вокал
- Анатолий Соболев — дирижер
- оркестр «Россия» – оркестр
- Евгений Кудряшов (группа Disen Gage) — ударные, перкуссия
- Тимур Пирогов — бас, контрабас
- Игорь Упоров — ритм-гитара, соло-гитара
- Сергей Багин (из группы Disen Gage) — ритм-гитара, акустическая гитара
- Олег Смирнов (группа Exit Project) — акустическая гитара
- Алексей Фёдоров — ритм-гитара, бэк-вокал
- Анатолий Пономарев – баян
- Людмила Карпушкина – скрипки
- Дмитрий Садков – рояль, клавишный инструмент
- Олег Анурин (группа Батисфера) — рояль, клавишные, кларнет
- Варвара Калганова – рояль
- Катя Стрельницки – переводы текстов на английский